# Blauschwanz

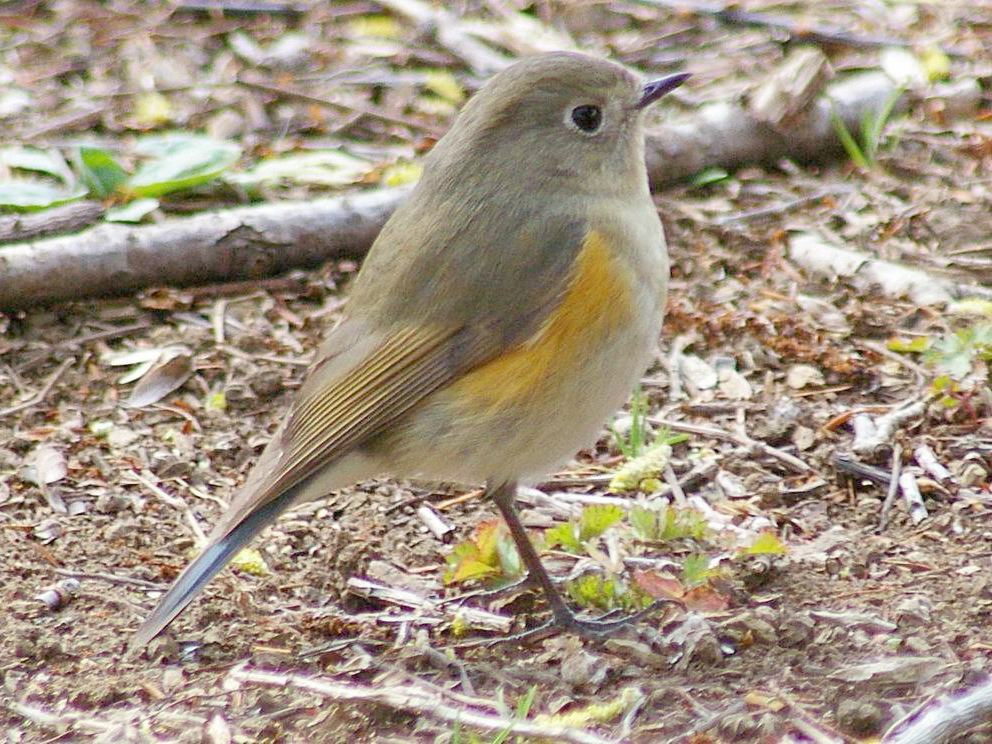
Weibchen

Der Blauschwanz (Tarsiger cyanurus) ist ein Singvogel aus der Familie der Fliegenschnäpper. Unter dem wissenschaftlichen Namen Luscinia cyanura wird er bisweilen der Gattung Luscinia zugeordnet.

## Beschreibung
Bei diesem Vogel von der Größe und Gestalt eines Rotschwanzes besitzt das Männchen eine leuchtend kobaltblaue Oberseite an Schultern, Bürzel und Schwanz. Am dunkelsten ist die Blaufärbung an den Wangen und Halsseiten. Die Unterseite ist rahmfarben mit leuchtend orangefarbenen Flanken. Über der Stirn und den Augen verläuft ein weißer Streif.
Das Weibchen ist oben olivbraun, unten heller und hat einen bläulichen Bürzel und Schwanz sowie orangefarbene Flanken. Die Jungvögel ähneln jungen, gefleckten Rotkehlchen.

## Stimme
Der Lockruf ist ein dem Rotkehlchen ähnliches „tick-tick“. Der bezeichnende Gesang des Blauschwanzes beginnt sehr leise und steigert sich zu einem lauten, abfallenden, drosselähnlichen Motiv „tri-lih, tri-lih“ in der Mitte, um wiederum leise zu enden. Er singt bei Tag und Nacht meist von Baumspitzen aus.

## Vorkommen

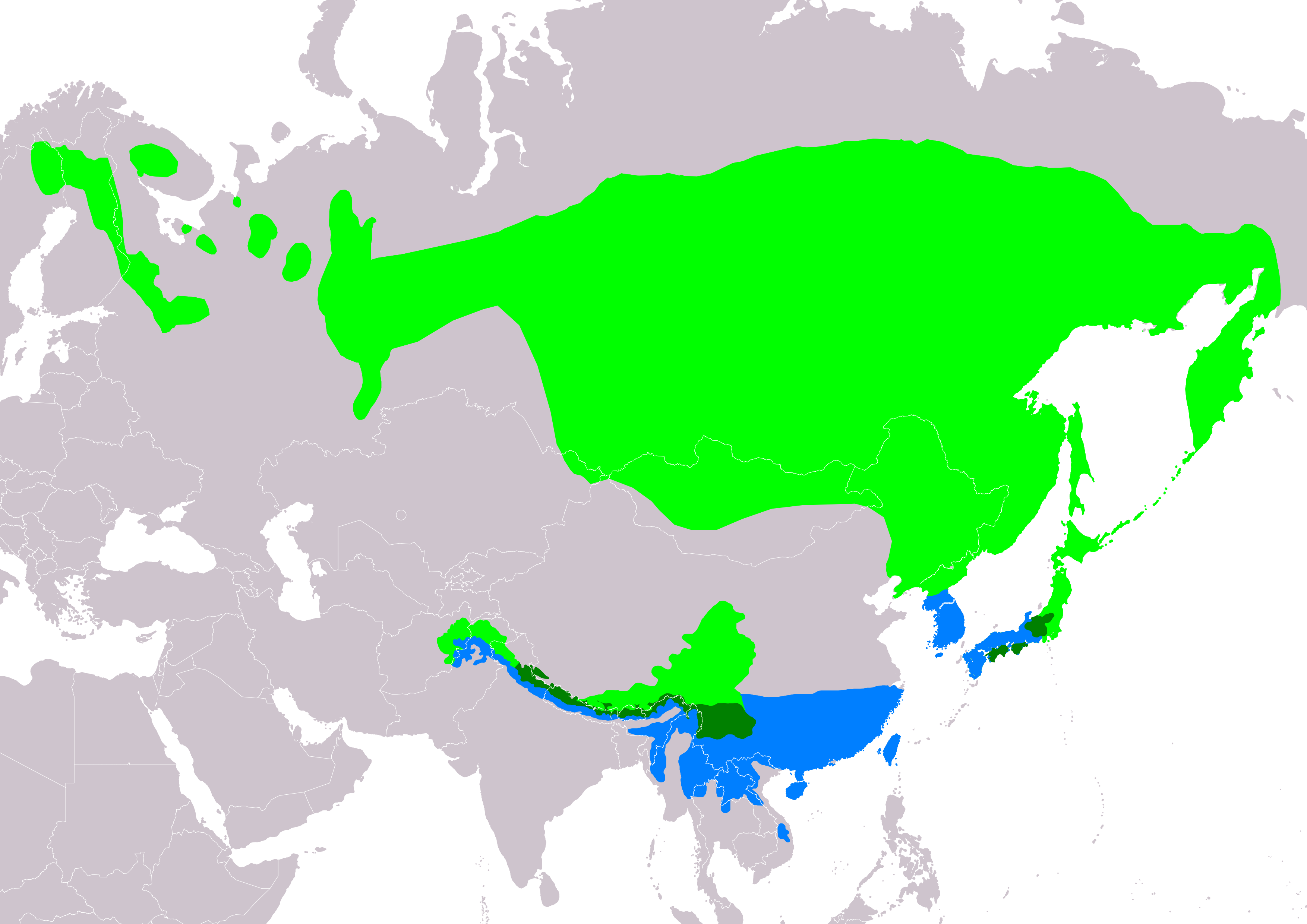
Verbreitung des Blauschwanzes:
Brutgebiete
Ganzjähriges Vorkommen
Überwinterungsgebiete

Der Blauschwanz hat ein großes Verbreitungsgebiet, das von Estland und Finnland durch Sibirien bis nach Japan und Korea reicht. Im Süden kommt er bis Kasachstan, Pakistan, Indien, Nepal und Thailand vor. Der scheue Vogel bewohnt dichte Kiefern- und Fichtenwälder und feuchte Dickungen. Er brütet am Boden.